# Hyperlopha flavipennis
Hyperlopha flavipennis är en fjärilsart som beskrevs av Holloway 1976. Hyperlopha flavipennis ingår i släktet Hyperlopha och familjen nattflyn. Inga underarter finns listade i Catalogue of Life.